# 99A busz (Budapest)
A budapesti 99A jelzésű autóbusz a Blaha Lujza tér (Népszínház utca) és a Kós Károly tér között közlekedett. A vonalat a Budapesti Közlekedési Rt. üzemeltette.

## Története
1996. március 30-án megszűnt a 99-es busz, helyette 99A jelzéssel új betétjáratot indítottak a Blaha Lujza tér és a Kós Károly tér között. A busz csak tanítási időszakban és csúcsidőben közlekedett. Egyes buszok garázsmenetben a 194-es busz útvonalán, a Hofherr Albert utcáig is szállítottak utast.
2004. június 15-én járt utoljára, majd nyár végén hivatalosan is megszüntették, helyette a 99-es buszok jártak sűrűbben.

## Útvonala
| Kós Károly tér felé | Blaha Lujza tér (Népszínház utca) felé |
| --- | --- |
| Blaha Lujza tér (Népszínház utca) vá. – Rákóczi út – Kiss József utca – Népszínház utca – Nagy Fuvaros utca – Mátyás tér – Szerdahelyi utca – Karácsony Sándor utca – Kálvária tér – Diószeghy Sámuel utca – Kőris utca – Orczy út – Vajda Péter utca – Fertő utca – Hízlaló tér – Basa utca – Kőér utca – Ferde utca – Ady Endre út – Álmos utca – Pannónia út – Kós Károly tér – Kós Károly tér vá. | Kós Károly tér vá. – Kós Károly tér – Pannónia út – Baross utca – Ady Endre út – Mátyás király utca – Üllői út – Kőér utca – Basa utca – Hízlaló tér – Fertő utca – Vajda Péter utca – Orczy út – Kőris utca – Diószeghy Sámuel utca – Kálvária tér – Karácsony Sándor utca – Szerdahelyi utca – Mátyás tér – Nagy Fuvaros utca – Népszínház utca – Blaha Lujza tér (Népszínház utca) vá. |

## Megállóhelyei
Az átszállási kapcsolatok között a 99-es busz nincsen feltüntetve.
| 0  | Blaha Lujza tér (Népszínház utca) végállomás    | 24 | 7, 7A, 7, 78, 173 4, 6, 28, 37, 37A 74             |
| 2  | Kiss József utca                                | ∫  |                                                    |
| 3  | Nagy Fuvaros utca (↓) Népszínház utca (↑)       | 22 | 28, 37, 37A                                        |
| 4  | Mátyás tér                                      | 21 |                                                    |
| 5  | Karácsonyi Sándor utca (↓) Szerdahelyi utca (↑) | 20 | 28, 37, 37A                                        |
| 6  | Kálvária tér                                    | 19 | 9 83                                               |
| 7  | Kőris utca (↓) Diószeghy Sámuel utca (↑)        | 17 |                                                    |
| 8  | Golgota tér                                     | 16 | 24                                                 |
| 10 | Delej utca                                      | 15 |                                                    |
| 11 | Bláthy Ottó utca                                | 14 |                                                    |
| 12 | Könyves Kálmán körút                            | 13 | 1, 1A                                              |
| 14 | Sporttelep                                      | 11 |                                                    |
| 15 | Bihari utca                                     | 9  | 3                                                  |
| 16 | Hízlaló tér                                     | 7  |                                                    |
| 17 | Kőér utca (↓) Basa utca (↑)                     | 6  |                                                    |
| 18 | Üllői út (↓) Kőér utca (↑)                      | 5  |                                                    |
| 19 | Határ út                                        | 3  | 54, 66, 66, 94, 123, 154, 194, Gloriett 42, 50, 52 |
| 21 | Corvin körút                                    | 1  | 194                                                |
| 22 | Kós Károly tér                                  | ∫  | 48, 194                                            |
| 24 | Kós Károly tér végállomás                       | 0  | 48, 194                                            |